# Praça Nauro Machado
A Praça Nauro Machado é uma praça localizada em São Luís, no Maranhão, em seu Centro Histórico.
Foi construída em 1982, com o nome de Praça da Praia Grande. Em 2001, ganhou a denominação atual, em homenagem ao poeta maranhense Nauro Machado.
O local é um pontos turísticos mais visitados da cidade, sendo a principal praça do Reviver. É um dos mais importantes espaços públicos do Centro Histórico, sendo palco para manifestações culturais como apresentações de Bumba meu boi, festivais de música e teatro de rua. Além disso, é um ponto de encontro nos fins de semana, em razão dos vários bares e restaurantes no local.
Nessa praça, também se localizam a Defensoria Pública do Estado do Maranhão e o Teatro João do Vale, ao lado do qual fica uma conhecida escadaria.